# Giuseppe Monterchi
Giuseppe Monterchi, né vers 1630 à Rome et mort vers 1700, est un antiquaire italien.

## Biographie
Giuseppe Monterchi est garde du cabinet des médailles du cardinal Carpegna. Il en publie un choix sous le titre de Scelta de medaglioni più rari, etc., Rome, 1679, in-4°. Ce volume contient vingt-trois médailles, dont une d’Antinoüs et les autres de différents empereurs, depuis Antonin le Pieux jusqu’à Constantin ; il est inséré presque en entier, avec les gravures, dans le Giornale de' Letterati de Rome, même année. On attribue assez généralement les explications à Giovanni Pietro Bellori, par la raison que l’auteur parle, dans la neuvième, de sa description de la Colonne Antonine ; mais rien ne devait l’empêcher de mettre son nom à la tête de cet ouvrage s’il en eût été le véritable auteur ; et il est probable qu’il n’y a fourni que l’article qui a donné lieu aux conjectures des bibliographes. Il en a paru une traduction latine, avec le nom de Monterchi, Amsterdam, 1685, in-12 ; elle est moins rare que l’original italien.

## Œuvres
- Scelta de medaglioni più rari nella bibliotheca dell'eminentiss. et reuerendiss. principe il signor cardinale Gasparo Carpegna vicario di Nostro Signore, Rome, per Gio. Battista Bussotti, 1679 (lire en ligne).